# 제이슨 마키
제이슨 스콧 마키(영어: Jason Scott Marquis, 1978년 8월 21일 ~ )는 메이저 리그의 선발투수이다. 2000년 메이저에 데뷔하여 애틀랜타 브레이브스, 세인트루이스 카디널스, 시카고 컵스, 콜로라도 로키스, 워싱턴 내셔널스, 애리조나 다이아몬드백스, 미네소타 트윈스, 샌디에이고 파드리스, 신시내티 레즈에서 뛰었고 현재는 자유계약 선수이다. 2017년 WBC 이스라엘 국가대표로 출전하였다. 2005년 실버 슬러거 상을 수상했다.